# Gmina Egtved
Gmina Egtved (duń. Egtved Kommune) - istniejąca w latach 1970–2006 gmina w Danii w  okręgu Vejle Amt. 
Siedzibą władz gminy było miasto Egtved. 
Gmina Egtved została utworzona 1 kwietnia 1970 na mocy reformy podziału administracyjnego Danii. Po kolejnej reformie administracyjnej w roku 2007 weszła w skład dwóch nowych gmin: gminy Vejle i gminy Kolding.

## Dane liczbowe
- Liczba ludności: (♀ 7738 + ♂ 7564) = 15 302
  - wiek 0-6: 9,9%
  - wiek 7-16: 14,7%
  - wiek 17-66: 63,5%
  - wiek 67+: 11,9%
- zagęszczenie ludności: 47,2 osób/km²
- bezrobocie: 4,0% osób w wieku 17-66 lat
- cudzoziemcy z UE, Skandynawii i USA: 99 na 10 000 osób
- cudzoziemcy z krajów Trzeciego Świata: 87 na 10 000 osób
- liczba szkół podstawowych: 7 (liczba klas: 101)